# Elena Šušunova
Elena L'vovna Šušunova (in russo Елена Львовна Шушунова?; Leningrado, 23 aprile 1969 – San Pietroburgo, 16 agosto 2018) è stata una ginnasta sovietica, successivamente russa.
Esordì nel 1982 ai campionati europei juniores. Non prese parte ai Giochi olimpici di Los Angeles del 1984, in quanto l'URSS non vi partecipò. Si rifece però l'anno seguente collezionando medaglie sia ai Campionati Europei sia ai Campionati Mondiali.
Si ritirò dopo aver partecipato ai Giochi olimpici di Seoul nel 1988, dopo avervi vinto due medaglie d'oro, una d'argento e una di bronzo. La Šušunova fu, inoltre, la decima campionessa olimpica nel concorso individuale.
Morì nell'agosto del 2018 per le complicazioni di una polmonite.